# 和田譲治
和田 譲治（わだ じょうじ、1984年2月11日 - ）は、地方競馬の大井競馬場（東京都騎手会）所属の騎手である。地方競馬教養センター長期騎手課程第75期生。

## 来歴
赤間清松厩舎から騎手デビュー。2002年4月22日、第2回大井競馬1日目第6競走選抜3歳一般戦マキノオペラで初騎乗（13頭立て6番人気13着）。同年7月3日、第6回大井競馬2日目第10競走さそり座特別（C2二組）をスマシガオで逃げ切り優勝（14頭立て6番人気）し、18戦目で初勝利をあげる。同時に大井からデビューした3人の騎手（有年淳、大澤寛之）のなかでは一番遅い初勝利で、乗鞍も少なかった。
2004年3月22日、全日本新人王争覇戦出場（6位）。
2005年5月13日、第3回大井競馬6日目第2競走3歳条件戦（14万円未満）を14頭立て10番人気のベルモントジャイブで優勝し、当時日本競馬史上最高配当額となる三連単1300万円馬券を演出した。
2006年3月11日、第2回中山5日目第7競走3歳500万以下でスズランサイレンスに騎乗（16頭立て15番人気13着）し、中央競馬初騎乗。
2007年9月21日、第11回大井競馬5日目第9競走台東区特別（C1一組選抜）をトップストーリーで優勝（8頭立て5番人気）し、地方競馬通算100勝達成。
2008年4月7日、第1回大井競馬1日目第6競走C3九組十組十一組条件戦でトートテンペストに騎乗（11頭立て4番人気4位入線）した際、前検量と後検量の差が1kgを超えた（後検量で1.2kg減）ため規定により騎乗馬が失格、以降同日の騎乗予定馬はすべて乗り替わりとなり、翌4月8日から20日までの実効10日間の騎乗停止処分を受けた。
2010年1月20日、第16回大井競馬3日目第2競走3歳条件戦（51万円未満）をセンノカガヤキで優勝（14頭立て4番人気）し、3138戦目で地方競馬通算200勝達成。同年11月15日付けで朝倉実厩舎から嶋田幸晴厩舎に所属が変更された。
2012年4月19日大井競馬第4競走C3二組三組条件戦をシャイニーバロンで優勝（14頭立て4番人気）し、4743戦目で地方競馬通算300勝達成。同年10月21日付で嶋田幸晴厩舎所属から東京都騎手会所属に変更となった。
2017年9月13日、大井競馬第11競走東京記念をサブノクロヒョウで勝ち、重賞初勝利を果たした。
2021年8月19日、大井競馬第8競走をサツキブライドで勝ち、地方通算1000勝を達成した。

### 不祥事
2024年6月30日、船橋競馬開催期間中に通信機器（スマートフォン）を業務エリア内に持ち込んだことにより、開催執務委員長指示事項違反として同年6月30日から開催日10日間の騎乗停止処分を受けた。船橋競馬によれば、同騎手はスマートフォンを目覚まし代わりに使用したとしていた。騎乗停止期間満了後も本人申し出により当面の間、騎乗を自粛することとなった。その後、指導監督者である特別区競馬組合が通信履歴の調査を行った結果、同年3月1日から6月30日の大井競馬開催期間中の騎手調整ルーム入室義務期間中に通信機器を騎手調整ルームに持ち込み、競馬関係者と22回通信をしていたことが確認された。この行為は騎手としての信用失墜行為があったものと認め、特別区競馬組合競馬実施規則第73条第1項第1号の規定に基づき、同年9月2日から10月10日まで実効30日間の騎乗停止処分を科した。
2025年3月18日、騎手免許試験の合格者が発表されたが、免許継続試験を受験した和田については調教師・騎手免許試験委員会の審議により、同年3月中にNARに対し誓約書の提出が求められ、なおかつ合格した場合は2025年度内は大井競馬限定の騎手免許となる条件付き免許となることが明らかされており、その後、4月1日付でNARより騎手免許が発行されている。

## 主な騎乗馬
- サブノクロヒョウ（2017年東京記念）
- ウワサノシブコ（2021年ユングフラウ賞）
- キャプテンキング（2021年フジノウェーブ記念）
- ギガキング（2021年東京湾カップ、ダービーグランプリ、2022年報知グランプリカップ、2023年フリオーソレジェンドカップ、2024年京成盃グランドマイラーズ）
- ティーズダンク（2021年ゴールドカップ、2022年プラチナカップ）
- フレールフィーユ（2022年クラウンカップ）
- リベイクフルシティ（2022年ゴールドジュニア）
- ティアラフォーカス（2023年船橋記念）[18]
- タカジョー（2023年梅見月杯）
- テクノゴールド（2023年九州ダービー栄城賞）[19]
- グラッシーズマン（2023年若武者賞）
- ファーマティアーズ（2023年フォーマルハウト賞）
- ツーシャドー（2024年しらさぎ賞）